# Primera B 1998 (Colombia)
La  Temporada 1998 de la Primera B, conocida como Copa Águila 1998 por motivos comerciales, fue la novena en la historia de la segunda división del Fútbol Profesional colombiano.

## Sistema del torneo
Los 16 equipos participantes jugaron en tres fases: primero en una fase dos octogonales regionales, después otra fase de dos octogonales por sorteo, en la cual los 8 primeros de la reclasificación van a la siguiente ronda; luego los 8 equipos se distribuyeron en 2 cuadrangulares de 4 equipos, en los cuales los dos primeros clasificaban a la siguiente ronda; y finalmente el cuadrangular final, en el cual el líder sería el campeón y lograría el ascenso a la Primera A en su temporada 1999.

## Datos de los clubes

### Relevo anual de clubes
| Ascendido a la Primera A                      |
| --------------------------------------------- |
| Atlético Huila (Campeón de la Primera B 1997) |

| Descendido a la Primera B                                   |
| ----------------------------------------------------------- |
| Deportivo Pereira (Peor promedio acumulado en la Primera A) |

| Ascendido a la Primera B                                     |
| ------------------------------------------------------------ |
| Escuela Carlos Sarmiento Lora (Campeón de la Primera C 1997) |

| Descendido a la Primera C                                |
| -------------------------------------------------------- |
| Alianza Llanos (Peor promedio acumulado en la Primera B) |

### Equipos participantes
- Univalle reemplaza a Atlético Buenaventura.
- Deportivo Antioquia se transforma en Itagüí F. C.

| Equipo                        | Entrenador                 | Ciudad/Municipio | Estadio                                  |
| ----------------------------- | -------------------------- | ---------------- | ---------------------------------------- |
| Alianza Petrolera             | José Vega                  | Barrancabermeja  | Daniel Villa Zapata                      |
| Atlético Córdoba              | Raúl Navarro               | Cereté           | Alberto Saibis Saker                     |
| Bello F. C.                   | César Maturana             | Bello            | Tulio Ospina                             |
| Cooperamos Tolima             | Jorge Luis Bernal          | Ibagué           | Manuel Murillo Toro                      |
| Cúcuta Deportivo              | Álvaro Zuluaga             | Cúcuta           | General Santander                        |
| Deportivo Pasto               | Félix Valverde Quiñones    | Pasto            | Departamental Libertad                   |
| Deportivo Pereira             | Álvaro Escobar             | Pereira          | Hernán Ramírez Villegas                  |
| Deportivo Rionegro            | Santiago Escobar           | Rionegro         | Alberto Grisales                         |
| El Cóndor                     | Zoran Veselinovic          | Bogotá           | El Campincito                            |
| Escuela Carlos Sarmiento Lora | Rodolfo García             | Popayán          | Ciro López                               |
| Girardot F. C.                | Alberto Rujana             | Girardot         | Luis Antonio Duque Peña                  |
| Itagüí F. C.                  | Carlos Navarrete           | Itagüí           | Metropolitano Ciudad de Itagüí           |
| Lanceros Boyacá               | Humberto Ortíz Víctor Luna | Tunja            | La Independencia                         |
| Real Cartagena                | Daniel Silguero            | Cartagena        | Pedro de Heredia                         |
| Real Floridablanca            | Jorge Ernesto Ramoa        | Floridablanca    | Álvaro Gómez Hurtado                     |
| Univalle                      | Hernán Darío Herrera       | Jamundí Palmira  | Cacique Jamundí Francisco Rivera Escobar |

## Todos contra todos
| Pos | Equipo                        | Pts |
| --- | ----------------------------- | --- |
| 1.  | Deportivo Pasto               | 61  |
| 2.  | Itagüí F. C.                  | 58  |
| 3.  | Deportivo Pereira             | 57  |
| 4.  | Real Cartagena                | 50  |
| 5.  | Deportivo Rionegro            | 48  |
| 6.  | Univalle                      | 44  |
| 7.  | Bello F. C.                   | 44  |
| 8.  | Lanceros Boyacá               | 43  |
| 9.  | Cooperamos Tolima             | 40  |
| 10. | El Cóndor                     | 37  |
| 11. | Escuela Carlos Sarmiento Lora | 36  |
| 12. | Alianza Petrolera             | 36  |
| 13. | Girardot F. C.                | 35  |
| 14. | Atlético Córdoba              | 34  |
| 15. | Cúcuta Deportivo              | 23  |
| 16. | Real Floridablanca            | 23  |

|  |                                    |
|  | Clasificados a la siguiente ronda. |
|  | Eliminados.                        |
|  | Descendido a la Primera C.         |

## Cuadrangulares semifinales

### Grupo A
| Pos | Equipo             | Bon  | Pts   | PJ | PG | PE | PGP | PP | GF | GC | Dif |
| --- | ------------------ | ---- | ----- | -- | -- | -- | --- | -- | -- | -- | --- |
| 1.  | Deportivo Pasto    | 1,50 | 11.50 | 6  | 3  | 1  | 0   | 2  | 9  | 7  | 2   |
| 2.  | Deportivo Pereira  | 1    | 10    | 6  | 2  | 2  | 1   | 2  | 7  | 7  | 0   |
| 3.  | Deportivo Rionegro | 0    | 10    | 6  | 2  | 3  | 1   | 1  | 8  | 7  | 1   |
| 4.  | Bello F.C.         | 0    | 7     | 6  | 1  | 2  | 2   | 3  | 5  | 8  | -3  |

GRUPO A
| Fecha 1 25 de octubre |             |                   |
| Local                 | Resultado   | Visitante         |
| Deportivo Rionegro    | 0 - 0(0-3)  | Deportivo Pasto   |
| Bello Fútbol Club     | 1 - 1 (4-2) | Deportivo Pereira |

| Fecha 2 1o. de noviembre |            |                    |
| Local                    | Resultado  | Visitante          |
| Deportivo Pasto          | 2 - 0      | Bello Fútbol Club  |
| Deportivo Pereira        | 2 - 2(3-4) | Deportivo Rionegro |

| Fecha 3 4 de noviembre |           |                   |
| Local                  | Resultado | Visitante         |
| Deportivo Rionegro     | 1 - 2     | Bello Fútbol Club |
| Deportivo Pasto        | 1 - 0     | Deportivo Pereira |

| Fecha 4 8 de noviembre |            |                    |
| Local                  | Resultado  | Visitante          |
| Bello Fútbol Club      | 0 - 0(5-4) | Deportivo Rionegro |
| Deportivo Pereira      | 2 - 1      | Deportivo Pasto    |

| Fecha 5 11 de noviembre |           |                    |
| Local                   | Resultado | Visitante          |
| Deportivo Pereira       | 1 - 0     | Bello Fútbol Club  |
| Deportivo Pasto         | 2 - 3     | Deportivo Rionegro |

| Fecha 6 15 de noviembre |           |                   |
| Local                   | Resultado | Visitante         |
| Bello Fútbol Club       | 2 - 3     | Deportivo Pasto   |
| Deportivo Rionegro      | 2 - 1     | Deportivo Pereira |

|  | Clasifican al cuadrangular final. |

### Grupo B
| Pos | Equipo          | Bon  | Pts   | PJ | PG | PE | PGP | PP | GF | GC | Dif |
| --- | --------------- | ---- | ----- | -- | -- | -- | --- | -- | -- | -- | --- |
| 1.  | Itagüí F. C.    | 1,25 | 13.25 | 6  | 3  | 2  | 0   | 1  | 5  | 1  | 3   |
| 2.  | Real Cartagena  | 0,75 | 12.75 | 6  | 3  | 2  | 1   | 1  | 7  | 3  | 4   |
| 3.  | Lanceros Boyacá | 0    | 10    | 6  | 2  | 2  | 2   | 2  | 10 | 7  | -6  |
| 4.  | Univalle        | 0    | 2     | 6  | 0  | 2  | 0   | 4  | 2  | 13 | -2  |

GRUPO B
| Fecha 1 25 de octubre |             |                 |
| Local                 | Resultado   | Visitante       |
| Univalle              | 0 - 3       | Real Cartagena  |
| Itagüí Fútbol Club    | 0 - 0 (5-6) | Lanceros Boyacá |

| Fecha 2 1o. de noviembre |            |                    |
| Local                    | Resultado  | Visitante          |
| Real Cartagena           | 0 - 0(3-4) | Itagüí Fútbol Club |
| Lanceros Boyacá          | 6 - 1      | Univalle           |

| Fecha 3 4 de noviembre |           |                    |
| Local                  | Resultado | Visitante          |
| Real Cartagena         | 2 - 0     | Lanceros Boyacá    |
| Univalle               | 0 - 1     | Itagüí Fútbol Club |

| Fecha 4 8 de noviembre |           |                |
| Local                  | Resultado | Visitante      |
| Lanceros Boyacá        | 3 - 1     | Real Cartagena |
| Itagüí Fútbol Club     | 2 - 0     | Univalle       |

| Fecha 5 11 de noviembre |             |                    |
| Local                   | Resultado   | Visitante          |
| Real Cartagena          | 0 - 0 (4-2) | Univalle           |
| Lanceros Boyacá         | 0 - 2       | Itagüí Fútbol Club |

| Fecha 6 15 de noviembre |            |                 |
| Local                   | Resultado  | Visitante       |
| Itagüí Fútbol Club      | 0 - 1      | Real Cartagena  |
| Univalle                | 1 - 1(3-4) | Lanceros Boyacá |

|  | Clasifican al cuadrangular final. |

### Cuadrangular final
| Pos | Equipo            | Pts | PJ | PG | PE | PGP | PP | GF | GC | Dif |
| --- | ----------------- | --- | -- | -- | -- | --- | -- | -- | -- | --- |
| 1.  | Deportivo Pasto   | 12  | 6  | 4  | 0  | 0   | 2  | 11 | 7  | 4   |
| 2.  | Deportivo Pereira | 10  | 6  | 3  | 1  | 0   | 2  | 6  | 5  | 1   |
| 3.  | Real Cartagena    | 10  | 6  | 2  | 2  | 2   | 2  | 8  | 9  | -1  |
| 4.  | Itagüí F. C.      | 4   | 6  | 1  | 1  | 0   | 4  | 5  | 9  | -4  |

 Pts=Puntos; PJ=Partidos jugados; G=Partidos ganados; E=Partidos empatados; PGP= Puntos ganados por penales, P=Partidos perdidos; GF=Goles a favor; GC=Goles en contra; DIF=Diferencia de gol
|  | Campeón, asciende a la Primera A en 1999. |

| Fecha 1 22 de noviembre |           |                    |
| Local                   | Resultado | Visitante          |
| Pereira                 | 1 - 0     | Itagüí Fútbol Club |
| Deportivo Pasto         | 3 - 1     | Real Cartagena     |

| Fecha 2 25 de noviembre |             |                   |
| Local                   | Resultado   | Visitante         |
| Itagüí Fútbol Club      | 1 - 0       | Deportivo Pasto   |
| Real Cartagena          | 0 - 0 (6-5) | Deportivo Pereira |

| Fecha 3 29 de noviembre |           |                    |
| Local                   | Resultado | Visitante          |
| Real Cartagena          | 2 - 0     | Itagüí Fútbol Club |
| Deportivo Pasto         | 1 - 0     | Deportivo Pereira  |

| Fecha 4 6 de diciembre |             |                 |
| Local                  | Resultado   | Visitante       |
| Itagüí Fútbol Club     | 2 - 2 (1-3) | Real Cartagena  |
| Deportivo Pereira      | 1 - 3       | Deportivo Pasto |

| Fecha 5 11 diciembre |           |                    |
| Local                | Resultado | Visitante          |
| Deportivo Pereira    | 2 - 0     | Real Cartagena     |
| Deportivo Pasto      | 1 - 0     | Itagüí Fútbol Club |

| Fecha 6 14 de diciembre |           |                   |
| Local                   | Resultado | Visitante         |
| Itagüí Fútbol Club      | 1 - 2     | Deportivo Pereira |
| Real Cartagena          | 3 - 2     | Deportivo Pasto   |

|                                     |
| Bandera de Colombia                 |
| Campeón Deportivo Pasto 1.er título |

## Goleadores
| Jugador                      | Equipo             | Goles |
| ---------------------------- | ------------------ | ----- |
| Nilson Ricardo Pérez Lalinde | Deportivo Rionegro | 20    |
| Santiago Rodríguez Silva     | Real Cartagena     | 17    |
| Óscar Echeverri Lourido      | Deportivo Pasto    | 12    |
| Hugo Ernesto Arias López     | Itagüí F. C.       | 11    |
| John Charria                 | Deportivo Pasto    | 11    |